# FC Wageningen

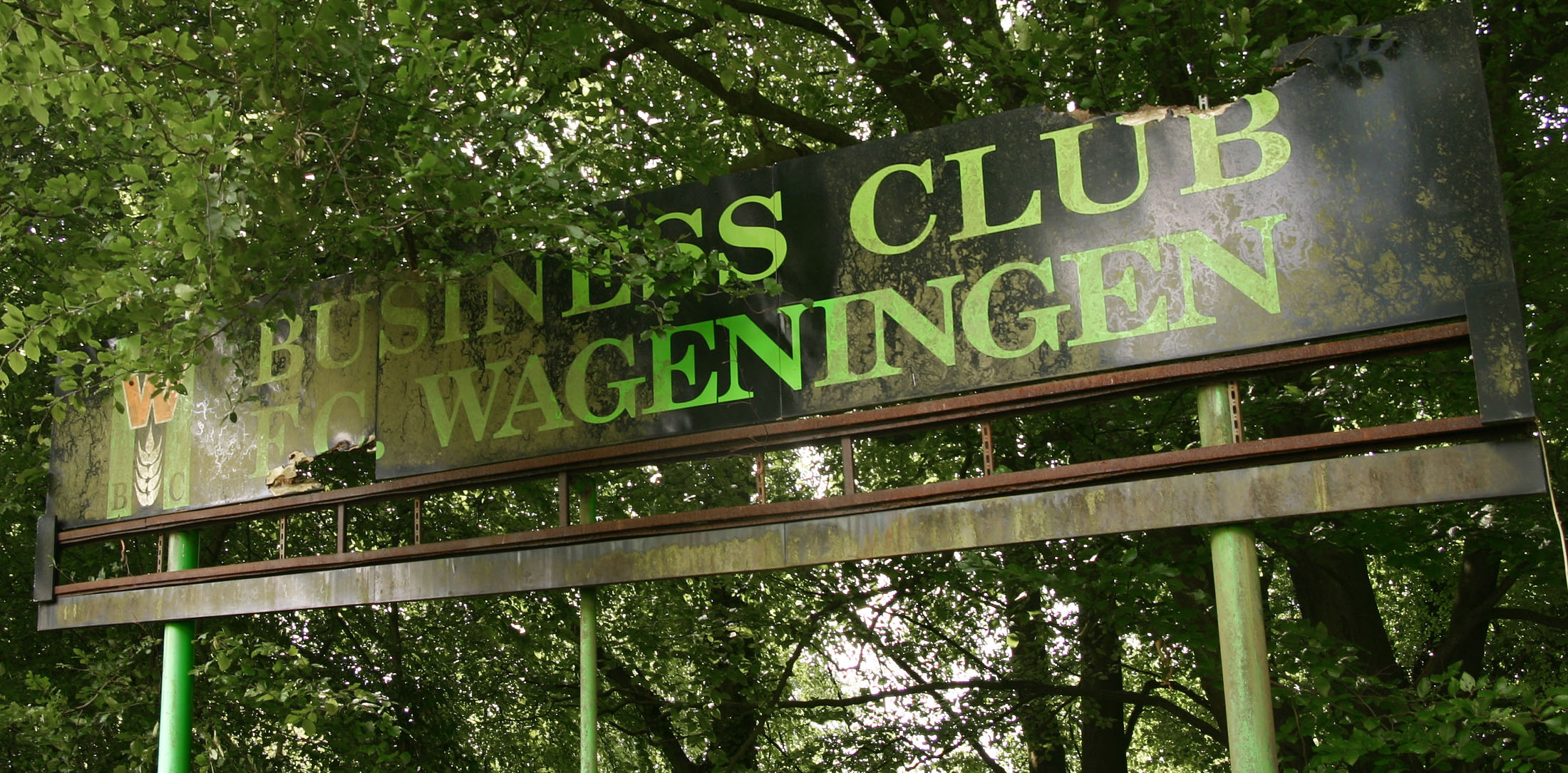
Herinnering aan FC Wageningen Business Club, in het verlaten stadion.

FC Wageningen was een Nederlandse betaaldvoetbalclub. De club is in 1978 opgericht toen de proftak van het op 27 augustus 1911 opgerichte WVV Wageningen ondergebracht werd in een aparte stichting.

## Geschiedenis
FC Wageningen kwam voornamelijk uit in de eerste en de tweede divisie. In 1974 wist de club via de nacompetitie voor het eerst te promoveren naar de Eredivisie. FC Wageningen werd in het debuut seizoen in de Eredivisie 18e en degradeerde direct weer naar de eerste divisie, in datzelfde seizoen werd de halve finale van de KNVB Beker gehaald. In 1980 wist de club opnieuw te promoveren, maar wederom belandde het team op de laatste plaats en degradeerde direct weer naar de eerste divisie.
FC Wageningen was een echte cupfighter. In de periode voor het profvoetbal won de club tweemaal de KNVB Beker (1939 en 1948). In 1939 was Wageningen de eerste Gelderse club die de beker wist te winnen, in de finale werd PSV verslagen. In 1948 werd de finale na strafschoppen gewonnen van het Amsterdamse DWV. Na de invoering van het profvoetbal werd vier keer de halve finale gehaald, waarvan drie keer als eerste divisionist.
FC Wageningen leefde na de overgang naar betaald voetbal enkele jaren financieel op het randje, doordat commerciële veranderingen te laat werden doorgezet. Zo was het een van de laatste clubs die een businessclub oprichtten. Het werd weliswaar een succes met inkomsten van zo'n 100.000 gulden per seizoen, maar het kwam te laat om de club financiële zekerheid te garanderen. De hoofdsponsor - Schoenenreus - kwam zelf ook in financiële problemen en verliet de club. Uiteindelijk wist FC Wageningen de schulden nog terug te brengen tot 500.000,- gulden, waarvan het meeste bij de fiscus lag. De gemeente Wageningen en de KNVB waren echter niet van plan om de club de helpende hand toe te steken. De gemeenteraad vond in meerderheid een lening ongeoorloofd. FC Wageningen ging uiteindelijk failliet in 1992 en verdween toen samen met VCV Zeeland uit de Eerste divisie. Er waren nog wel plannen om met FC Wageningen een doorstart te maken in het betaalde voetbal. Door gebrek aan potentiële sponsors en medewerking van de KNVB strandden de wanhoopspogingen van de initiatiefnemers.
De amateurtak bestaat nog steeds onder de naam WVV Wageningen en voetbalt op het sportterrein De Zoom in Wageningen.

## Grootste triomf
Op woensdagavond 21 december 1977 speelt eerstedivisionist FC Wageningen in Eindhoven tegen PSV een wedstrijd voor de KNVB beker. PSV is op dat moment ongeslagen lijstaanvoerder van de eredivisie met acht tegendoelpunten in achttien wedstrijden. Tegen alle verwachtingen in wint Wageningen de uitwedstrijd met 6-1, waarin Jan Menting driemaal scoorde. Dit was de grootste thuisnederlaag die PSV ooit geleden had tot PSV van Arsenal verloor op 4 maart 2025 met 1-7 in eigen stadion in de achtste finales van de Champions League.

## Aartsrivaal
De aartsrivaal van Wageningen is SBV Vitesse uit Arnhem. De derby’s tegen Vitesse waren reeds voor de invoering van het betaalde voetbal, en later vooral in de jaren zestig en zeventig, zeer beladen en trokken zowel in Wageningen als in Arnhem altijd heel veel toeschouwers. Sinds de invoering van het betaalde voetbal in 1954 speelde FC Wageningen in competitieverband 39 keer de derby tegen Vitesse.

## Stadion Wageningse Berg

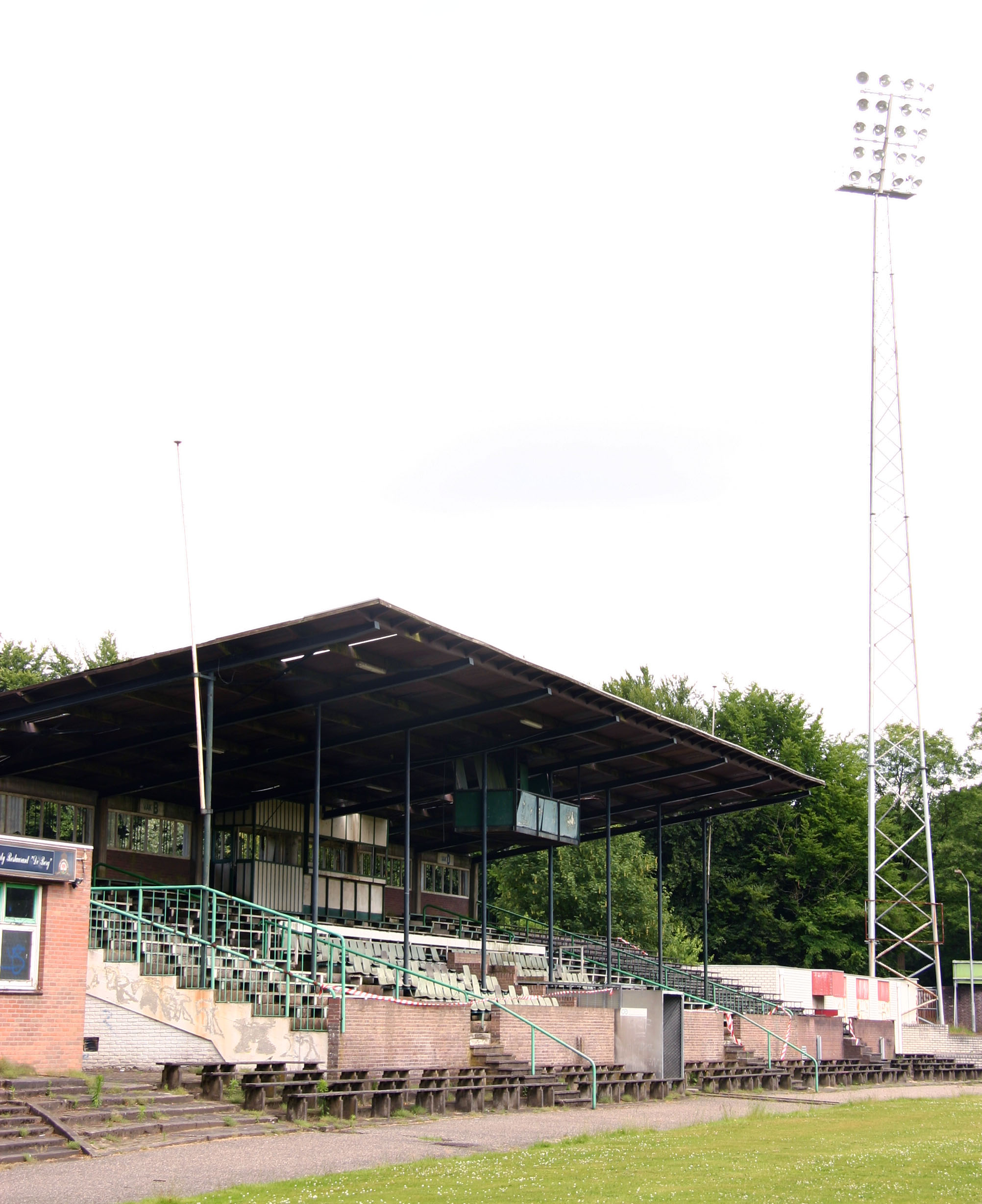
Verlaten stadion de Wageningse Berg, juni 2009.

Sinds het faillissement kregen de tribunes en gebouwen van Stadion de Wageningse Berg lange tijd geen onderhoud meer. In 2011 werd om gevaarlijke situaties te voorkomen het dak van de westelijke tribune gesloopt. Het stadion wordt momenteel opgeknapt door enkele fans. Dit werk wordt vrijwillig gedaan, de gemeente Wageningen draagt nog altijd zorg voor het grasveld. De oude kassa's, tribunes en enkele sponsorborden zijn nog aanwezig. De reden dat het stadion in al die jaren niet is afgebroken heeft te maken met de ligging in een beschermd natuurgebied waardoor huizenbouw uit den boze is. Door de jaren heen zijn er plannen geweest om het bijvoorbeeld om te toveren tot een evenemententerrein of een ijsbaan, maar vooralsnog is het daar niet van gekomen. Zo nu en dan is het stadion nog wel gebruikt voor evenementen zoals de introductiedagen van Wageningen Universiteit.
Er kwam een plan om op de plaats van of in de buurt van het voormalige stadion een Future Center Wageningen (afgekort F.C. Wageningen) te realiseren. Dit moet een expertisecentrum op het gebied van voeding, beweging, gezondheid en persoonlijke ontwikkeling worden.
Activiteiten die plaats zouden moeten  vinden in het Future Center Wageningen zijn onder andere een gezondheids-/kenniscentrum, evenementen en congressen, trainingsfaciliteiten, test- en oefenwedstrijden en een Hall of Fame. De plannen liggen echter al enkele jaren stil.
Ook de grasmat wordt nog steeds in perfecte staat gehouden. Er wordt al enige jaren gebruik van het veld gemaakt door buitenlandse ploegen, meestal logeren die in het naastgelegen hotel.

## Overzichtslijsten

### Competitieresultaten 1955–1992
- 1955 14e
Eerste klasse (prof) B
- 1956 2e
Eerste klasse (prof) B
- 1957 11e
Eerste divisie A
- 1958 10e
Eerste divisie B
- 1959 13e
Eerste divisie A
- 1960 6e
Eerste divisie A
- 1961 10e
Eerste divisie B
- 1962 10e
Eerste divisie B
- 1963 9e
Tweede divisie A
- 1964 15e
Tweede divisie B
- 1965 3e
Tweede divisie A
- 1966 8e
Tweede divisie A
- 1967 7e
Tweede divisie
- 1968 1e
Tweede divisie
- 1969 17e
Eerste divisie
- 1970 2e
Tweede divisie
- 1971 8e
Eerste divisie
- 1972 6e
Eerste divisie
- 1973 8e
Eerste divisie
- 1974 4e
Eerste divisie
- 1975 18e
Eredivisie
- 1976 3e
Eerste divisie
- 1977 6e
Eerste divisie
- 1978 3e
Eerste divisie
- 1979 6e
Eerste divisie
- 1980 3e
Eerste divisie
- 1981 18e
Eredivisie
- 1982 17e
Eerste divisie
- 1983 13e
Eerste divisie
- 1984 8e
Eerste divisie
- 1985 16e
Eerste divisie
- 1986 14e
Eerste divisie
- 1987 18e
Eerste divisie
- 1988 14e
Eerste divisie
- 1989 19e
Eerste divisie
- 1990 10e
Eerste divisie
- 1991 15e
Eerste divisie
- 1992 9e
Eerste divisie

In elke staaf van de grafiek staat van boven naar beneden vermeld: 
- Eindnotering

Dit is de positie die de club heeft bereikt in de competitie, zonder eventuele beslissings-, play-off- of nacompetitiewedstrijden die nodig zijn geweest om bijvoorbeeld de kampioen van de competitie te bepalen.
Indien een * achter het getal staat is de notering een tussenstand en kan het zijn dat de notering niet overeenkomt met de uiteindelijke eindstand van de competitie.
Staat er een - dan is het seizoen nog bezig en is er geen definitieve uitslag bekend.
Staat er xx op de positie van de notering, dan heeft de club vroegtijdig de competitie verlaten. Dit kan onder andere komen door terugtrekking van het team, faillissement van de club of door een uitgedeelde straf van de KNVB. In veel gevallen staat elders in het artikel de reden vermeld.
Staat er een ? dan is het resultaat uit het verleden onbekend, en is alleen de competitie of het niveau bekend van dat seizoen.
In de seizoenen 2019/20 en 2020/21 werd wegens de coronacrisis het amateurvoetbal afgebroken. Daardoor kennen deze staven geen eindklassering (middels -- weergegeven).
- Competitieniveau en afdelingsletter of Officiële eindstand Eredivisie
  - Competitieniveau en afdelingsletter

Hierbij geeft het getal het niveau weer, dat ook terug te vinden is in de legenda. De letter is de afdelingsaanduiding en wordt gebruikt wanneer er meer afdelingen zijn op hetzelfde niveau. De afdelingsletter is altijd een hoofdletter en wordt meestal zonder nummer gebruikt.
Voorbeeld: 2F is niveau 2e klasse competitie F.
Het competitieniveau en nummer wordt niet vermeld wanneer er slechts één competitie van dit niveau was.
  - Officiële eindstand Eredivisie (getal staat tussen haakjes vermeld)

Sinds de introductie van play-offwedstrijden voor Europees voetbal na afloop van de reguliere competitie in 2005/06, is de KNVB verplicht een eindstand van de Eredivisie door te geven aan de UEFA aan de hand van deze play-offwedstrijden.
Bij deze eindstand staan clubs die zich hebben gekwalificeerd voor Europees voetbal hoger dan clubs die zich niet wisten te kwalificeren. Indien er geen verschil was tussen de eindnotering en de officiële eindstand, staat dit getal niet vermeld.

- Onderafdeling

Hier staat afgekort de naam van de onderafdeling indien de club in dat jaar in een onderafdeling uitkwam. Tevens staat deze afkorting in de legenda en wordt gelinkt naar het artikel over deze onderafdeling. Deze afkorting wordt alleen vermeld wanneer de club in het verleden in verschillende onderafdelingen heeft gespeeld. Deze vermelding is in de staaf altijd in kleine letters. Deze onderafdelingen zijn na het seizoen 1995/96 afgeschaft. Heeft de club in slechts één onderafdeling gespeeld, dan is dit alleen terug te vinden in de legenda.
Onder de staaf staat het jaartal vermeld waarin het seizoen is afgesloten. 15 verwijst naar het seizoen 2014/15 of eventueel het seizoen 1914/15.
Wanneer een staaf leeg is, zijn deze gegevens niet bekend. Het kan ook zijn dat de club dat seizoen niet heeft meegespeeld op het hogere amateurniveau, vroegtijdig de competitie heeft verlaten of uit de competitie is gezet.

In het seizoen 1944/45 was er wegens de Tweede Wereldoorlog geen regulier competitievoetbal.
- Eredivisie
- Eerste klasse (prof)
- Eerste divisie
- Tweede divisie

- 1954 – 1978: Wageningen
- 1978 – 1992: FC Wageningen

### Seizoensoverzichten
| Resultaten van Wageningen sinds de toetreding in het betaald voetbal in 1954 | Resultaten van Wageningen sinds de toetreding in het betaald voetbal in 1954 | Resultaten van Wageningen sinds de toetreding in het betaald voetbal in 1954 | Resultaten van Wageningen sinds de toetreding in het betaald voetbal in 1954 | Resultaten van Wageningen sinds de toetreding in het betaald voetbal in 1954 | Resultaten van Wageningen sinds de toetreding in het betaald voetbal in 1954 | Resultaten van Wageningen sinds de toetreding in het betaald voetbal in 1954 | Resultaten van Wageningen sinds de toetreding in het betaald voetbal in 1954 | Resultaten van Wageningen sinds de toetreding in het betaald voetbal in 1954 | Resultaten van Wageningen sinds de toetreding in het betaald voetbal in 1954 | Resultaten van Wageningen sinds de toetreding in het betaald voetbal in 1954 | Resultaten van Wageningen sinds de toetreding in het betaald voetbal in 1954 | Resultaten van Wageningen sinds de toetreding in het betaald voetbal in 1954 |
| Seizoen                                                                      | Competitie                                                                   | Competitie                                                                   | Competitie                                                                   | Competitie                                                                   | Competitie                                                                   | Competitie                                                                   | Competitie                                                                   | Competitie                                                                   | Competitie                                                                   | Kwalificatie                                                                 | KNVB beker                                                                   | Bijzonderheid |
| Seizoen                                                                      | Divisie                                                                      | GW                                                                           | W                                                                            | G                                                                            | V                                                                            | PNT                                                                          | DV                                                                           | DT                                                                           | POS                                                                          | Kwalificatie                                                                 | KNVB beker                                                                   | Bijzonderheid |
| ---------------------------------------------------------------------------- | ---------------------------------------------------------------------------- | ---------------------------------------------------------------------------- | ---------------------------------------------------------------------------- | ---------------------------------------------------------------------------- | ---------------------------------------------------------------------------- | ---------------------------------------------------------------------------- | ---------------------------------------------------------------------------- | ---------------------------------------------------------------------------- | ---------------------------------------------------------------------------- | ---------------------------------------------------------------------------- | ---------------------------------------------------------------------------- | --- |
| 1954/55                                                                      | Eerste klasse A                                                              | 9                                                                            | 1                                                                            | 3                                                                            | 5                                                                            | 5                                                                            | 7                                                                            | 18                                                                           | 13e                                                                          | –                                                                            | Geen bekertoernooi                                                           | Wageningen treedt toe tot het betaald voetbal treedt toe tot het betaald voetbal De competitie werd na de fusie van de KNVB en de NBVB niet afgemaakt. Alle teams werden opnieuw ingedeeld. |
| 1954/55                                                                      | Eerste klasse B                                                              | 26                                                                           | 6                                                                            | 2                                                                            | 18                                                                           | 14                                                                           | 33                                                                           | 60                                                                           | 14e                                                                          | Eerste klasse                                                                | Geen bekertoernooi                                                           | Wageningen treedt toe tot het betaald voetbal treedt toe tot het betaald voetbal De competitie werd na de fusie van de KNVB en de NBVB niet afgemaakt. Alle teams werden opnieuw ingedeeld. |
| 1955/56                                                                      | Eerste klasse B                                                              | 26                                                                           | 13                                                                           | 7                                                                            | 6                                                                            | 33                                                                           | 48                                                                           | 34                                                                           | 2e                                                                           | Eerste divisie                                                               | Geen bekertoernooi                                                           | |
| 1956/57                                                                      | Eerste divisie A                                                             | 30                                                                           | 8                                                                            | 10                                                                           | 12                                                                           | 26                                                                           | 55                                                                           | 60                                                                           | 11e                                                                          | –                                                                            | 1e ronde                                                                     | – |
| 1957/58                                                                      | Eerste divisie B                                                             | 30                                                                           | 9                                                                            | 10                                                                           | 11                                                                           | 28                                                                           | 67                                                                           | 69                                                                           | 10e                                                                          | –                                                                            | Kwartfinale                                                                  | – |
| 1958/59                                                                      | Eerste divisie A                                                             | 30                                                                           | 8                                                                            | 6                                                                            | 16                                                                           | 22                                                                           | 59                                                                           | 88                                                                           | 13e                                                                          | –                                                                            | 2e ronde                                                                     | – |
| 1959/60                                                                      | Eerste divisie A                                                             | 30                                                                           | 12                                                                           | 8                                                                            | 10                                                                           | 32                                                                           | 50                                                                           | 49                                                                           | 6e                                                                           | –                                                                            | Geen bekertoernooi                                                           | – |
| 1960/61                                                                      | Eerste divisie B                                                             | 34                                                                           | 14                                                                           | 4                                                                            | 16                                                                           | 32                                                                           | 70                                                                           | 76                                                                           | 10e                                                                          | –                                                                            | Groepsfase                                                                   | – |
| 1961/62                                                                      | Eerste divisie B                                                             | 34                                                                           | 12                                                                           | 9                                                                            | 13                                                                           | 33                                                                           | 69                                                                           | 75                                                                           | 10e                                                                          | Rechtstreekse degradatie                                                     | Halve finale                                                                 | – |
| 1962/63                                                                      | Tweede divisie A                                                             | 32                                                                           | 11                                                                           | 8                                                                            | 13                                                                           | 30                                                                           | 56                                                                           | 59                                                                           | 9e                                                                           | –                                                                            | 2e ronde                                                                     | – |
| 1963/64                                                                      | Tweede divisie B                                                             | 30                                                                           | 7                                                                            | 8                                                                            | 15                                                                           | 22                                                                           | 49                                                                           | 73                                                                           | 15e                                                                          | –                                                                            | 2e ronde                                                                     | – |
| 1964/65                                                                      | Tweede divisie A                                                             | 30                                                                           | 16                                                                           | 5                                                                            | 9                                                                            | 37                                                                           | 60                                                                           | 47                                                                           | 3e                                                                           | Nacompetitie                                                                 | 3e ronde                                                                     | Promotiewedstrijd tegen Xerxes (1–2) |
| 1965/66                                                                      | Tweede divisie A                                                             | 28                                                                           | 10                                                                           | 8                                                                            | 10                                                                           | 28                                                                           | 49                                                                           | 56                                                                           | 8e                                                                           | –                                                                            | Groepsfase                                                                   | – |
| 1966/67                                                                      | Tweede divisie                                                               | 44                                                                           | 21                                                                           | 11                                                                           | 12                                                                           | 53                                                                           | 67                                                                           | 46                                                                           | 7e                                                                           | –                                                                            | Geen deelname                                                                | – |
| 1967/68                                                                      | Tweede divisie                                                               | 38                                                                           | 21                                                                           | 9                                                                            | 8                                                                            | 51                                                                           | 75                                                                           | 45                                                                           | 1e                                                                           | –                                                                            | Groepsfase                                                                   | – |
| 1968/69                                                                      | Eerste divisie                                                               | 34                                                                           | 9                                                                            | 6                                                                            | 19                                                                           | 24                                                                           | 34                                                                           | 52                                                                           | 17e                                                                          | Rechtstreekse degradatie                                                     | 1e ronde                                                                     | – |
| 1969/70                                                                      | Tweede divisie                                                               | 32                                                                           | 19                                                                           | 6                                                                            | 7                                                                            | 44                                                                           | 70                                                                           | 29                                                                           | 2e                                                                           | Rechtstreekse promotie                                                       | 1e ronde                                                                     | – |
| 1970/71                                                                      | Eerste divisie                                                               | 30                                                                           | 9                                                                            | 11                                                                           | 10                                                                           | 29                                                                           | 42                                                                           | 49                                                                           | 8e                                                                           | –                                                                            | 1e ronde                                                                     | – |
| 1971/72                                                                      | Eerste divisie                                                               | 40                                                                           | 17                                                                           | 12                                                                           | 11                                                                           | 46                                                                           | 54                                                                           | 51                                                                           | 6e                                                                           | –                                                                            | Halve finale                                                                 | – |
| 1972/73                                                                      | Eerste divisie                                                               | 38                                                                           | 17                                                                           | 10                                                                           | 11                                                                           | 44                                                                           | 57                                                                           | 52                                                                           | 8e                                                                           | Nacompetitie                                                                 | 1e ronde                                                                     | Promotiewedstrijden tegen De Graafschap (0–1 & 1–2), PEC Zwolle (2–2 & 2–2) en Volendam (2–0 & 1–7)                                                                                         |
| 1973/74                                                                      | Eerste divisie                                                               | 38                                                                           | 18                                                                           | 10                                                                           | 10                                                                           | 46                                                                           | 48                                                                           | 36                                                                           | 4e                                                                           | Nacompetitie                                                                 | 2e ronde                                                                     | Promotiewedstrijden tegen SC Amersfoort (2–1 & 6–1), Fortuna SC (1–1 & 0–0) en Vitesse (1–1 & 2–2)                                                                                          |
| 1974/75                                                                      | Eredivisie                                                                   | 34                                                                           | 7                                                                            | 9                                                                            | 18                                                                           | 23                                                                           | 39                                                                           | 74                                                                           | 18e                                                                          | Rechtstreekse degradatie                                                     | Halve finale                                                                 | – |
| 1975/76                                                                      | Eerste divisie                                                               | 36                                                                           | 17                                                                           | 10                                                                           | 9                                                                            | 44                                                                           | 52                                                                           | 27                                                                           | 3e                                                                           | Nacompetitie                                                                 | 3e ronde                                                                     | Promotiewedstrijden tegen Fortuna SC (3–3 & 1–3) en Vitesse (2–2 & 0–2), FC VVV (1–2 & 0–2)                                                                                                 |
| 1976/77                                                                      | Eerste divisie                                                               | 36                                                                           | 16                                                                           | 10                                                                           | 10                                                                           | 42                                                                           | 62                                                                           | 45                                                                           | 6e                                                                           | –                                                                            | 3e ronde                                                                     | – |
| 1977/78                                                                      | Eerste divisie                                                               | 36                                                                           | 16                                                                           | 15                                                                           | 5                                                                            | 47                                                                           | 50                                                                           | 23                                                                           | 3e                                                                           | Nacompetitie                                                                 | Kwartfinale                                                                  | Promotiewedstrijden tegen Excelsior (3–0 & 3–1), FC Groningen (0–0 & 1–4) en MVV (1–0 & 2–3)                                                                                                |
| 1978/79                                                                      | Eerste divisie                                                               | 36                                                                           | 17                                                                           | 10                                                                           | 9                                                                            | 44                                                                           | 59                                                                           | 44                                                                           | 6e                                                                           | –                                                                            | 3e ronde                                                                     | – |
| 1979/80                                                                      | Eerste divisie                                                               | 36                                                                           | 19                                                                           | 13                                                                           | 4                                                                            | 51                                                                           | 68                                                                           | 40                                                                           | 3e                                                                           | Nacompetitie                                                                 | 1e ronde                                                                     | Promotiewedstrijden tegen SC Cambuur (4–0 & 1–3), De Graafschap (2–1 & 1–4) en FC Volendam (1–0 & 1–0)                                                                                      |
| 1980/81                                                                      | Eredivisie                                                                   | 34                                                                           | 6                                                                            | 9                                                                            | 19                                                                           | 21                                                                           | 33                                                                           | 63                                                                           | 18e                                                                          | Rechtstreekse degradatie                                                     | 3e ronde                                                                     | – |
| 1981/82                                                                      | Eerste divisie                                                               | 34                                                                           | 4                                                                            | 14                                                                           | 16                                                                           | 22                                                                           | 33                                                                           | 52                                                                           | 17e                                                                          | –                                                                            | 1e ronde                                                                     | – |
| 1982/83                                                                      | Eerste divisie                                                               | 30                                                                           | 9                                                                            | 5                                                                            | 16                                                                           | 23                                                                           | 43                                                                           | 62                                                                           | 13e                                                                          | –                                                                            | Kwartfinale                                                                  | – |
| 1983/84                                                                      | Eerste divisie                                                               | 32                                                                           | 11                                                                           | 13                                                                           | 8                                                                            | 35                                                                           | 42                                                                           | 46                                                                           | 8e                                                                           | –                                                                            | 1e ronde                                                                     | – |
| 1984/85                                                                      | Eerste divisie                                                               | 34                                                                           | 9                                                                            | 8                                                                            | 17                                                                           | 26                                                                           | 47                                                                           | 61                                                                           | 16e                                                                          | –                                                                            | Halve finale                                                                 | – |
| 1985/86                                                                      | Eerste divisie                                                               | 36                                                                           | 12                                                                           | 6                                                                            | 18                                                                           | 30                                                                           | 48                                                                           | 61                                                                           | 14e                                                                          | –                                                                            | 1e ronde                                                                     | – |
| 1986/87                                                                      | Eerste divisie                                                               | 36                                                                           | 11                                                                           | 1                                                                            | 24                                                                           | 23                                                                           | 53                                                                           | 84                                                                           | 18e                                                                          | –                                                                            | 1e ronde                                                                     | – |
| 1987/88                                                                      | Eerste divisie                                                               | 36                                                                           | 11                                                                           | 9                                                                            | 16                                                                           | 31                                                                           | 51                                                                           | 67                                                                           | 14e                                                                          | –                                                                            | 2e ronde                                                                     | – |
| 1988/89                                                                      | Eerste divisie                                                               | 36                                                                           | 6                                                                            | 6                                                                            | 24                                                                           | 18                                                                           | 41                                                                           | 83                                                                           | 19e                                                                          | –                                                                            | 2e ronde                                                                     | – |
| 1989/90                                                                      | Eerste divisie                                                               | 36                                                                           | 11                                                                           | 13                                                                           | 12                                                                           | 35                                                                           | 44                                                                           | 49                                                                           | 10e                                                                          | Nacompetitie                                                                 | 3e ronde                                                                     | Promotiewedstrijden tegen Emmen (4–0 & 0–2) en SC Heracles '74 (0–0 & 1–1) |
| 1990/91                                                                      | Eerste divisie                                                               | 38                                                                           | 10                                                                           | 10                                                                           | 18                                                                           | 30                                                                           | 71                                                                           | 82                                                                           | 15e                                                                          | –                                                                            | 3e ronde                                                                     | – |
| 1991/92                                                                      | Eerste divisie                                                               | 38                                                                           | 15                                                                           | 11                                                                           | 12                                                                           | 41                                                                           | 43                                                                           | 36                                                                           | 9e                                                                           | –                                                                            | 3e ronde                                                                     | FC Wageningen werd na het seizoen failliet verklaard |

### Bekende en prominente (oud-)spelers
Spelers die voor FC Wageningen hebben gespeeld zijn onder anderen Jan van Osenbruggen, Bert van Geffen, Jan van Halst, Jan Oosterhuis, Jan Menting, Dick Schoenaker, Gerdo Hazelhekke, Richard Budding, Rob McDonald en Willem Leushuis. Echte Wageningers die de FC Wageningen dienden zijn onder meer Epi Drost, Charley van de Weerd, Frits van de Klift, Marcel van Brakel, Ton van Drumpt, Henk Looijs en Johan Homan.
Charley van de Weerd werd verkozen tot voetballer van de eeuw van de club Wageningen.

### Topscorers
- 1954/55:  Jan Knevel (2)
0000000  Frans Taks (2)
- 0000000  Joop van der Kolk (8)
- 1955/56:  Charley van de Weerd (15)
- 1956/57:  Charley van de Weerd (21)
- 1957/58:  Charley van de Weerd (18)
- 1958/59:  Ton van de Weerd (23)
- 1959/60:  Charley van de Weerd (10)
- 1960/61:  Chris Geutjes (18)
- 1961/62:  Chris Geutjes (26)
- 1962/63:  Ton van de Weerd (15)
- 1963/64:  Epi Drost (10)
- 1964/65:  Epi Drost (19)
- 1965/66:  Joop van Viegen (10)
- 1966/67:  Frans van Ernst (19)
- 1967/68:  Marcel Broecks (20)
- 1968/69:  Jan Rorije (6)
- 1969/70:  Hans Posthumus (26)
- 1970/71:  Wim Meijers (13)
- 1971/72:  Gerdo Hazelhekke (24)
- 1972/73:  Gerdo Hazelhekke (18)
- 1973/74:  Gerdo Hazelhekke (17)
- 1974/75:  Jan Groenendijk (13)
- 1975/76:  Jan Groenendijk (13)
- 1976/77:  Stanley Bish (16)
- 1977/78:  Gerdo Hazelhekke (18)
- 1978/79:  Jaap van Pelt (16)
- 1979/80:  Gerdo Hazelhekke (23)
- 1980/81:  Rob McDonald (13)
- 1981/82:  Herman den Haag (9)
- 1982/83:  Alex van der Klift (9)
0000000  Craig Norrie (9)
- 1983/84:  Bert van de Pol (13)
- 1984/85:  Bert Gozems (9)
0000000  Hans Nijhuis (9)
0000000  Evert Radstaat (9)
- 1985/86:  Tom Krommendijk (13)
0000000  Cees Lok (13)
- 1986/87:  Tom Krommendijk (9)
- 1987/88:  René van den Brink (11)
- 1988/89:  René van den Brink (11)
- 1989/90:  Jan Oosterhuis (8)
0000000  Bert van de Pol (8)
0000000  Klaas Vink (8)
- 1990/91:  Klaas Vink (21)
- 1991/92:  Reza Uitman (9)
0000000  Klaas Vink (9)

### Trainers
- 1932–1933:  Otto Semrock
- 1948–1951:  Gerrit van Wijhe
- 1951–1955:  Jan Poulus
- 1955–1959:  Bob Moll
- 1959–1961:  Han Hokke
- 1961–1962:  Arend Koolen
- 1962–1964:  Thim van der Laan
- 1964–1968:  Bas Paauwe (senior)
- 1968–1973:  Maarten Vink
- 1973–1977:  Fritz Korbach
- 1977–1980:  Frans Körver
- 1980–1982:  Nol de Ruiter
- 1982–1984:  Hans Boersma
- 0000–1984:  Jan van Eijck
- 0000–1985:  Arie Otten
- 1985–1987:  Arie Schans
- 1987–1989:  Piet Schrijvers
- 0000–1989:  Gerard Brussen
- 1989–1991:  Piet Buter
- 1991–1992:  Pim Verbeek

GVC · ONA '53 · SKV · WAVV · WVV Wageningen

Voormalige clubs: S.D.O. · Velox · FC Wageningen · W.V.V.